# Ochtersum
Ochtersum er en kommune i Samtgemeinde Holtriem i Landkreis Wittmund, i den nordvestlige del af den tyske delstat Niedersachsen.

## Geografi
Ochtersum ligger ti kilometer vest for Esens ved Landesstraße 6 mellem Holtgast og Utarp.

### Inddeling
I kommunen ligger landsbyerne Barkholt, Ostochtersum og Westochtersum.